# Strada statale 200 dell'Anglona

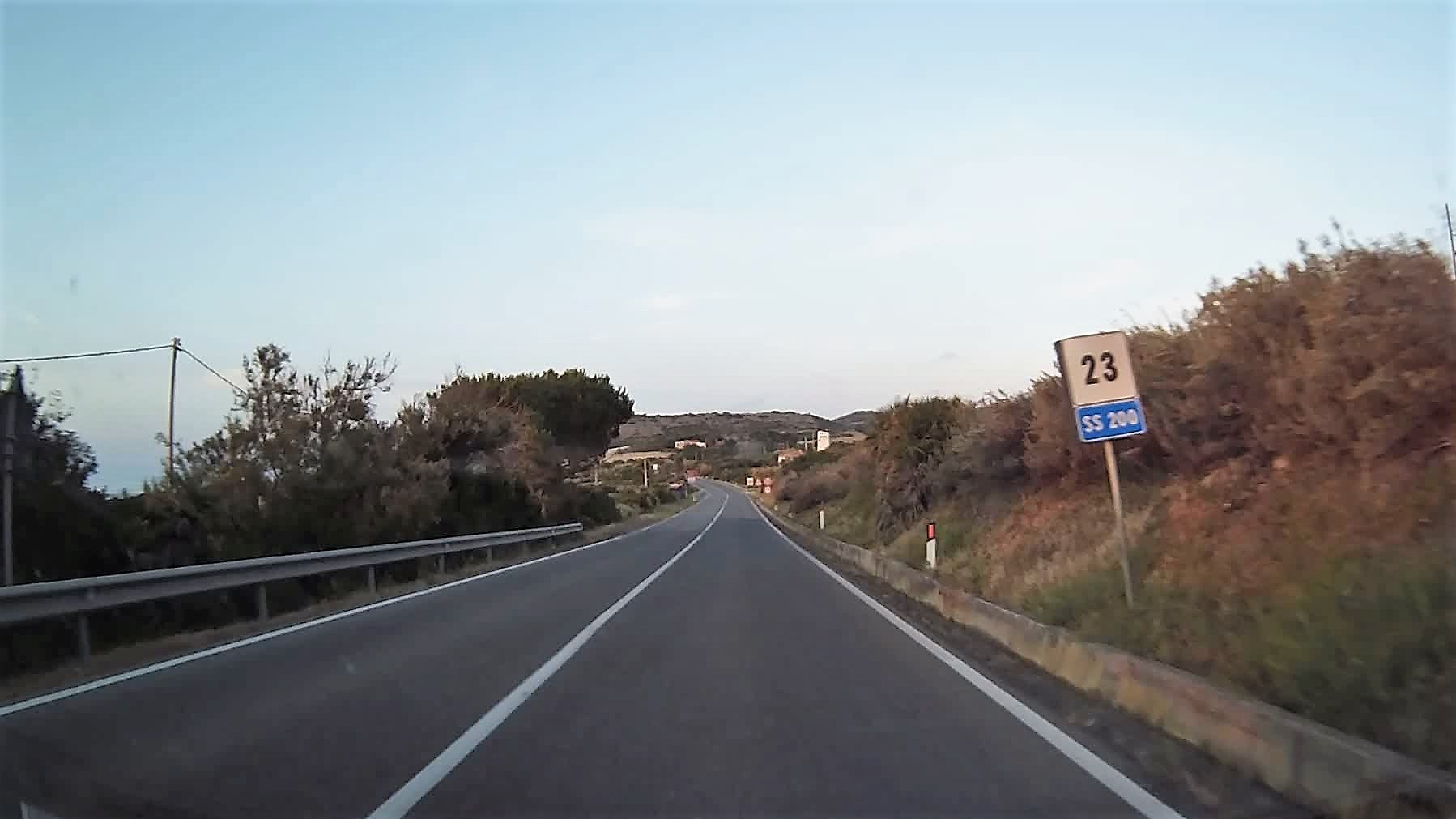
Un breve rettilineo prima di Lu Bagnu

La strada statale 200 dell'Anglona (SS 200) è una strada statale italiana di rilevanza locale che collega Sassari alla costa settentrionale dell'isola.

## Percorso
Ha inizio appunto a Sassari, nel nord della città, e si snoda in direzione nord-est, su un tracciato per la maggior parte poco agevole, attraverso l'Anglona; tocca i  abitati centri di Sennori e Sorso. Giunge infine a Castelsardo, dove termina il suo tracciato incrociando al centro del paese la strada statale 134 di Castelsardo.